# Fabaeformiscandona rawsoni
Fabaeformiscandona rawsoni är en kräftdjursart som först beskrevs av Tressler 1957.  Fabaeformiscandona rawsoni ingår i släktet Fabaeformiscandona och familjen Candonidae. Inga underarter finns listade i Catalogue of Life.